# سلطة وادي تينيسي

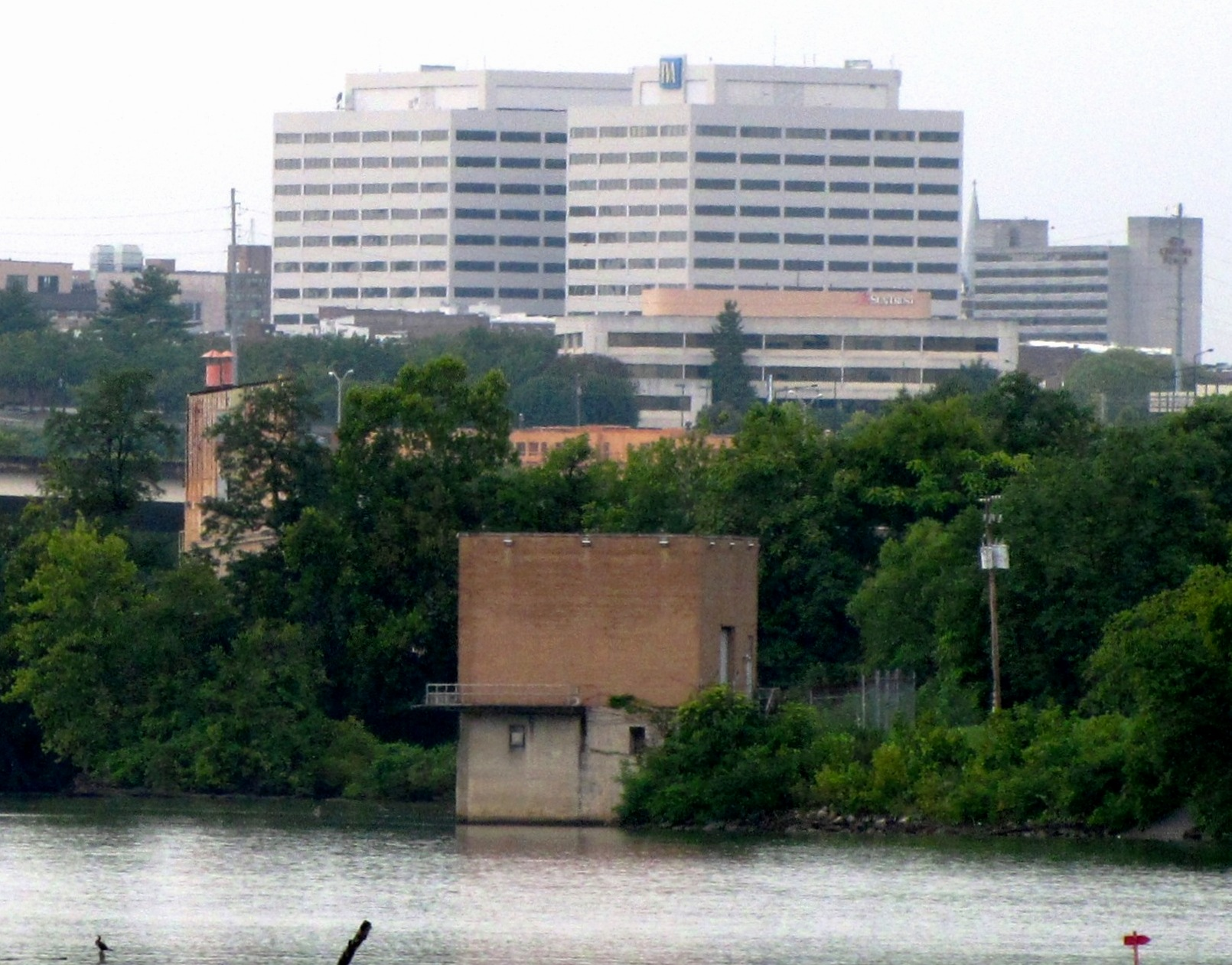
TVA Towers ، مقر TVA في وسط مدينة نوكسفيل ، ويطل على نهر تينيسي

هيئة وادي تينيسي (TVA) هي شركة مملوكة اتحاديا شركة في الولايات المتحدة التي أنشأتها ميثاق الكونغرس في 18 مايو عام 1933، لتوفير الملاحة ، الفيضانات مراقبة ، توليد الكهرباء ، الأسمدة والتصنيع، و التنمية الاقتصادية إلى وادي تينيسي، وهي منطقة خاصة تتأثر الكساد الكبير . كانت المؤسسة نتيجة لجهود السناتور جورج و. نوريس من نبراسكا. لم يتم تصورها كموفر فحسب، ولكن أيضًا كوكالة إقليمية للتنمية الاقتصادية تستخدم الخبراء الفيدراليين والكهرباء لتحديث اقتصاد المنطقة ومجتمعها بسرعة أكبر.
تغطي منطقة خدمتها معظم تينيسي وأجزاء من ألاباما وميسيسيبي وكنتاكي وشرائح صغيرة من جورجيا ونورث كارولينا وفرجينيا . كانت أول وكالة تخطيط إقليمية كبيرة تابعة للحكومة الفيدرالية وما زالت الأكبر. تحت قيادة ديفيد ليلينتال («السيد TVA») ، أصبحت نموذجًا لجهود أمريكا للمساعدة في تحديث المجتمعات الزراعية في العالم النامي. 

## روابط خارجية
- الموقع الرسمي
- سلطة وادي تينيسي في السجل الفيدرالي
- Tennessee Valley Authority (March 1950). إجراءات صنع، فهرسة وتسجيل الحسابات – عبر ويكي مصدر .
- صور WPA من المشاريع الأثرية TVA نسخة محفوظة 3 يوليو 2009 على موقع واي باك مشين.
- The New Deal and TVA على يوتيوب
- أوراق أرنولد ر. جونز (عضو مجلس الإدارة، سلطة وادي تينيسي) ، مكتبة دوايت أيزنهاور الرئاسية
- تاريخ THVA
- The short film